# Крафт, Милан
Милан Крафт (чеш. Milan Kraft, родился 17 января 1980, Пльзень) — бывший чешский хоккеист, центральный нападающий. Чемпион мира среди молодёжных сборных 2000 года. Завершил хоккейную карьеру в 2013 году.

## Биография
Милан Крафт начал свою хоккейную карьеру в клубе чешской Экстралиги «Пльзень». После драфта НХЛ 1998 года, на котором он был выбран в первом раунде под 23-м номером клубом «Питтсбург Пингвинз», он перебрался за океан, где два года выступал в Западной хоккейной лиге. В 2000 году он дебютировал в НХЛ за «Питтсбург». Во время локаута в 2004 году Крафт вернулся в Европу. Играл в основном в Чехии, первую половину сезона 2005/06 провёл в Российской суперлиге за «Авангард Омск». Завершил игровую карьеру в 2013 году. Последние свои 4 сезона провёл в команде «Хомутов».
Помимо клубов Крафт выступал за молодёжные и основную сборную Чехии. В составе молодёжной сборной он выиграл золото чемпионата мира 2000 года, став автором победного гола в серии послематчевых буллитов финальной игры с молодёжной сборной России. Крафт также вошёл в символическую сборную чемпионата и был признан лучшим нападающим турнира. В составе основной сборной Чехии участвовал в чемпионате мира 2004 года (7 игр, 1 гол + 1 передача).

## Достижения
- Чемпион мира среди молодёжных команд 2000
- Лучший нападающий молодёжного чемпионата мира 2000
- Серебряный призёр чешской Экстралиги 2008 и 2009
- Чемпион чешской первой лиги 2010 и 2012

## Статистика
- НХЛ — 215 игр, 82 очка (41 шайба + 41 передача)
- АХЛ — 108 игр, 114 очков (52+62)
- Чешская экстралига — 267 игр, 119 очков (57+62)
- Российская суперлига — 28 игр, 7 очков (2+5)
- Западная хоккейная лига — 144 игры, 180 очков (85+95)
- Чешская первая лига — 170 игр, 181 очко (67+114)
- Европейский трофей — 7 игр, 7 очков (3+4)
- Лига чемпионов — 3 игры
- Сборная Чехии — 9 игр, 3 очка (2+1)
- Молодёжный чемпионат мира — 7 игр, 12 очков (5+7)
- Чемпионат Европы среди юниоров — 10 игр, 8 очков (5+3)
- Всего за карьеру — 968 игр, 713 очков (319+394)

## Семья
Его отец, Милан Крафт-старший (род. 24.09.1955 г.) тоже хоккеист, в 70-80-х годах играл за «Пльзень» в чемпионате Чехословакии.